# 볼프람 부트케
볼프람 부트케(독일어: Wolfram Wuttke, 1961년 11월 17일, 노르트라인-베스트팔렌 주 카스트로프-라욱셀 ~ 2015년 3월 1일, 노르트라인-베스트팔렌 주 뤼넨)는 독일의 전 프로 축구 선수로, 현역 시절 미드필더로 활약했다.

## 클럽 경력
부트케는 1979년 10월에 샬케 04 소속으로 3-0으로 이긴 베르더 브레멘과의 경기에서 분데스리가 신고식을 치렀다. 1981년부터 1982년까지, 그는 묀헨글라트바흐에서 1년 반을 활약하다가 샬케로 복귀했다. 1983년 여름, 그는 함부르크로 이적했다. 당시 함부르크의 단장을 맡았던 귄터 네처는, 독일의 당대 최고의 재능으로 평했다. 에른스트 하펠 함부르크 감독과 몇 차례 불화를 빚은 부트케는 1985년 9월에 소속 구단에서 방출되었다. 이후, 그는 4년 가까이 카이저슬라우테른에서 보냈다. 카이저슬라우테른은 1990년에 "프로답지 않은 행위"로 그의 계약을 해지했고, 이후 에스파뇰로 이적했다. 1992년, 그는 분데스리가로 복귀해 자르브뤼켄에서 활약했지만, 31세의 나이로 어깨에 금이 가서 현역 은퇴해야만 했다. 그는 독일 1부 리그 경기에 300번 가까이 출전했다.

## 국가대표팀 경력
분데스리가에서의 훌륭한 활약에 힘입은 부트케는 서독 국가대표팀 경기에 4번 출전했고, 유로 1988에 서독 국가대표팀 일원으로 참가했으며, 1988년 하계 올림픽에도 참가해 서독 선수단 일원으로 동메달을 목에 걸었다.

## 최후
2015년 3월 1일, 그는 간경화증으로 인한 다발성 장기 부전으로 영면에 들었다.

## 수상
카이저슬라우테른
- DFB-포칼: 1989–90

독일 U-21
- 유럽 U-21 선수권 대회 준우승: 1982[7]
- 하계 올림픽 동메달: 1988[8]